# Biza similis
Biza similis är en insektsart som beskrevs av Chiamolera och Rodney Ramiro Cavichioli 2003. Biza similis ingår i släktet Biza och familjen dvärgstritar. Inga underarter finns listade i Catalogue of Life.